# Grythyttan vin
Grythyttan Vin tillverkar och marknadsför fruktviner med vilda svenska bär som råvara. Företaget grundades 1999. Företaget är beläget i Grythyttan, Hällefors kommun i Örebro län.

## Vin
- Grythyttan Hjortron, företagets första produkt, lanserad år 2000. Ett halvsött dessertvin.
- Grythyttan Jakt, rött fruktvin tillverkat av svenska blåbär och lingon.
- Grythyttan Skogsglögg, tillverkad av svenska blåbär och lingon, och kryddat med glöggkryddor.
- Grythyttan Björkvin, tillverkad av björksav. Ett torrt vitt vin.

Produkterna ingår i Systembolagets ordinarie sortiment.

## Andra produkter
Företaget tillverkar även vinäger. I produktionen har tidigare ingått vinerna Grythyttan Sparkling Björk, Grythyttan Hjortron Guld och Grythyttan Skogshallon. De ligger nu vilande.

## Utmärkelser
Grythyttan Hjortron erhöll 3 poäng av Anders Röttorp i Dagens Industri 2009, och 3 plus av Ulrika Karlsson och Camilla Settlin i Aftonbladet år 2008. Grythyttan Jakt erhöll 3 plus av Ulrika Karlsson och Camilla Settlin i Aftonbladet år 2009. Grythyttan Skogsglögg har med 5 stjärnor bedömts som "julkryddig och mindre söt än andra glöggar".